# Langs Moeders Graf
Passing Mother's Grave ou Langs Moeders Graf, également connu sous le nom de Passing the Churchyard, est une peinture à l'huile sur toile de 1856 de l'artiste néerlandais Jozef Israëls. Le sujet du tableau est un pêcheur qui passe devant la tombe de sa femme avec ses deux enfants.

## Histoire
Le tableau est considéré comme l'un des chefs-d'œuvre de Jozef Israëls. De 1855 à 1856, Israëls passe du temps dans les villages de pêcheurs de Zandvoort et Katwijk où il observe les pauvres pêcheurs et leurs familles. En 1856, il peint Langs Moeders Graf dont le thème est tragique,. Un autre titre du tableau est Passing the Churchyard. Il existe des versions du tableau au Stedelijk Museum Amsterdam et à la New Art Gallery Walsall ; au moins une autre version est connue, vendue à un acheteur privé à Vienne en 1907.

## Description
Le tableau est une huile sur toile représentant un veuf et ses enfants passant devant la tombe de sa femme, leur mère. Les personnes sont pieds nus. L'homme est un pêcheur. Il tient la main d'un garçon et porte un bébé, tout en passant devant la pierre tombale de sa femme. La peinture est une tentative d'Israëls d'évoluer de son sujet traditionnel que sont les peintures historiques, à des représentations de la vie paysanne. Le ciel dans la peinture est sombre et sinistre, mais un éclat de ciel bleu est censé représenter l'espoir. Le Rijksbureau voor Kunsthistorische Documentatie (littéralement : « Bureau national pour la documentation relative à l’histoire de l’art », mais également appelé « Institut néerlandais pour l'histoire de l'art » ; en abrégé : RKD) a déclaré que les modèles figurant sur le tableau étaient Klaas Helweg et les deux enfants de Hendrik Helweg.

## Accueil

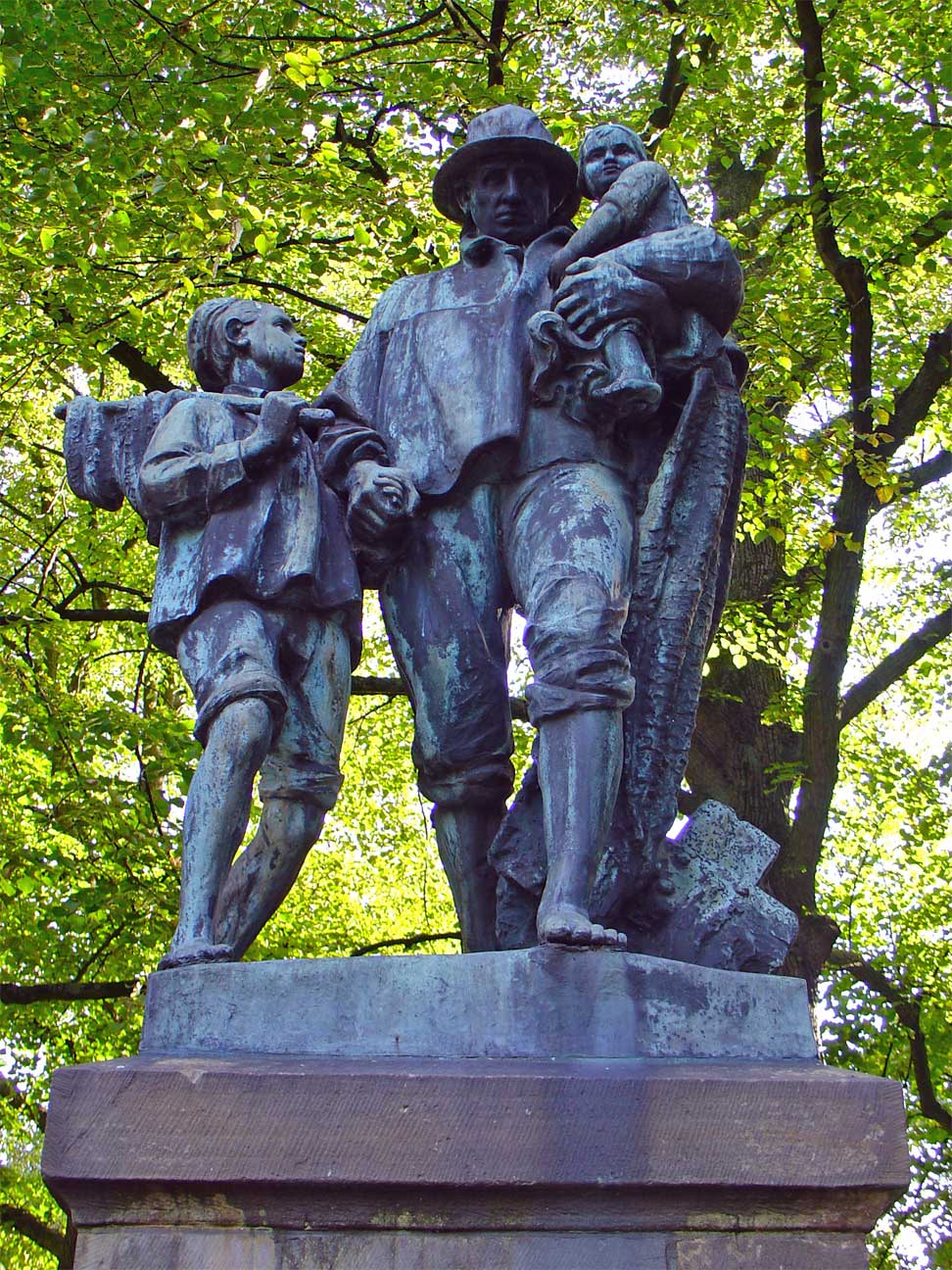
Détail de la statue à Groningue

La peinture était considérée comme symbolisant le début de la deuxième période du développement artistique d'Israëls,. Nicolaas Beets a écrit un poème sur le tableau intitulé Children of the Sea Haarlem en 1861. Cette toile est considérée comme une étape importante du réalisme hollandais au XIXe siècle. Une statue érigée en l'honneur d'Israëls, dans sa ville natale de Groningue, représente les personnages de ce tableau en bronze. La statue était censée représenter son œuvre la plus connue.